# Kemija u 1951.
◄◄ | ◄ | 1948. | 1949. | 1950. | 1951.  | 1952. | 1953. | 1954. | ► | ►►
Arhitektura • Astronautika • Astronomija • Biologija • Film • Fotografija • Glazba • Kazalište • Kemija • Kiparstvo • Knjige • Književnost • Kršćanstvo • Meteorologija • Medicina • Planinarstvo • Politika • Pravo • Promet • Slikarstvo • Strip • Šport • Televizija • Znanost • Zrakoplovstvo • Željeznički promet
Kemija u 1951.

## Svijet

### Nagrade i priznanja
- Nobelova nagrada za kemiju:

## Hrvatska i u Hrvata

### Osnivanja
- Izašao prvi broj Pregleda tehničke literature i dokumentacije, prethodnika Kemije u industriji.[1]

## Vanjske poveznice
|  | Zajednički poslužitelj ima još gradiva o temi Kemija u 1951. |